# عبد الله بن معاوية الجمحي
أبو جعفر عبد الله بن معاوية بن موسى بن نشيط بن مسعود بن أمية بن خلف الجمحي، البصري، القرشي، محدث صدوق، يعد مسند البصرة، توفي سنة ثلاث وأربعين ومائتين وقد عاش مائة عام.

## روايته للحديث النبوي
- سمع من: حماد بن سلمة، والقاسم الحداني، ومحمد بن راشد، ومهدي بن ميمون، وعدة تفرد عنهم.
- روى عنه: أبو داود، والترمذي، وابن ماجه، وأحمد بن عمرو، والبزار، وأبو يعلى، وبكر بن مقبل، وعلي الغضائري، ومحمد بن يحيى بن منده، وزكريا الساجي، وخلق كثير.
- الجرح والتعديل: قال أبو حاتم بن حبان البستي: ربما أخطأ، لا تعمدا. قال أبو عيسى الترمذي: رجل صالح. قال ابن حجر العسقلاني: ثقة معمر. قال تمام بن محمد الرازي: ثقة. قال عباس بن عبد العظيم العنبري: اكتبوا عنه، فإنه ثقة. قال مسلمة بن القاسم الأندلسي: ثقة.